# Nel labirinto del sesso (Psichidion)
Nel labirinto del sesso (Psichidon) è un film del 1969 diretto da Alfonso Brescia.